# Монтелло (Невада)
Монтелло (англ. Montello) — переписна місцевість (CDP) в США, в окрузі Елко штату Невада. Населення — 66 осіб (2020).

## Географія
Монтелло розташоване за координатами 41°16′2″ пн. ш. 114°11′49″ зх. д. / 41.26722° пн. ш. 114.19694° зх. д. (41.267232, -114.196994).  За даними Бюро перепису населення США в 2010 році переписна місцевість мала площу 1,03 км², уся площа — суходіл.

## Демографія
Згідно з переписом 2010 року, у переписній місцевості мешкали 84 особи в 51 домогосподарстві у складі 13 родин. Густота населення становила 82 особи/км².  Було 89 помешкань (87/км²).
Расовий склад населення:
| - 98,8 % — білих - 1,2 % — корінних американців |

До двох чи більше рас належало 0,0 %. Частка іспаномовних становила 1,2 % від усіх жителів.
За віковим діапазоном населення розподілялося таким чином: 13,1 % — особи молодші 18 років, 60,7 % — особи у віці 18—64 років, 26,2 % — особи у віці 65 років та старші. Медіана віку мешканця становила 53,5 року. На 100 осіб жіночої статі у переписній місцевості припадало 95,3 чоловіків;  на 100 жінок у віці від 18 років та старших — 82,5 чоловіків також старших 18 років.
Цивільне працевлаштоване населення становило 48 осіб. Основні галузі зайнятості: роздрібна торгівля — 39,6 %, сільське господарство, лісництво, риболовля — 27,1 %, виробництво — 16,7 %, інформація — 16,7 %.